# Аллинг
Аллинг (нем. Alling) — община в Германии, в земле Бавария.
Подчиняется административному округу Верхняя Бавария. Входит в состав района Фюрстенфельдбрукк.  Население составляет 3535 человек (на 31 декабря 2010 года). Занимает площадь 21,04 км².